# Wohnpark Witthausbusch

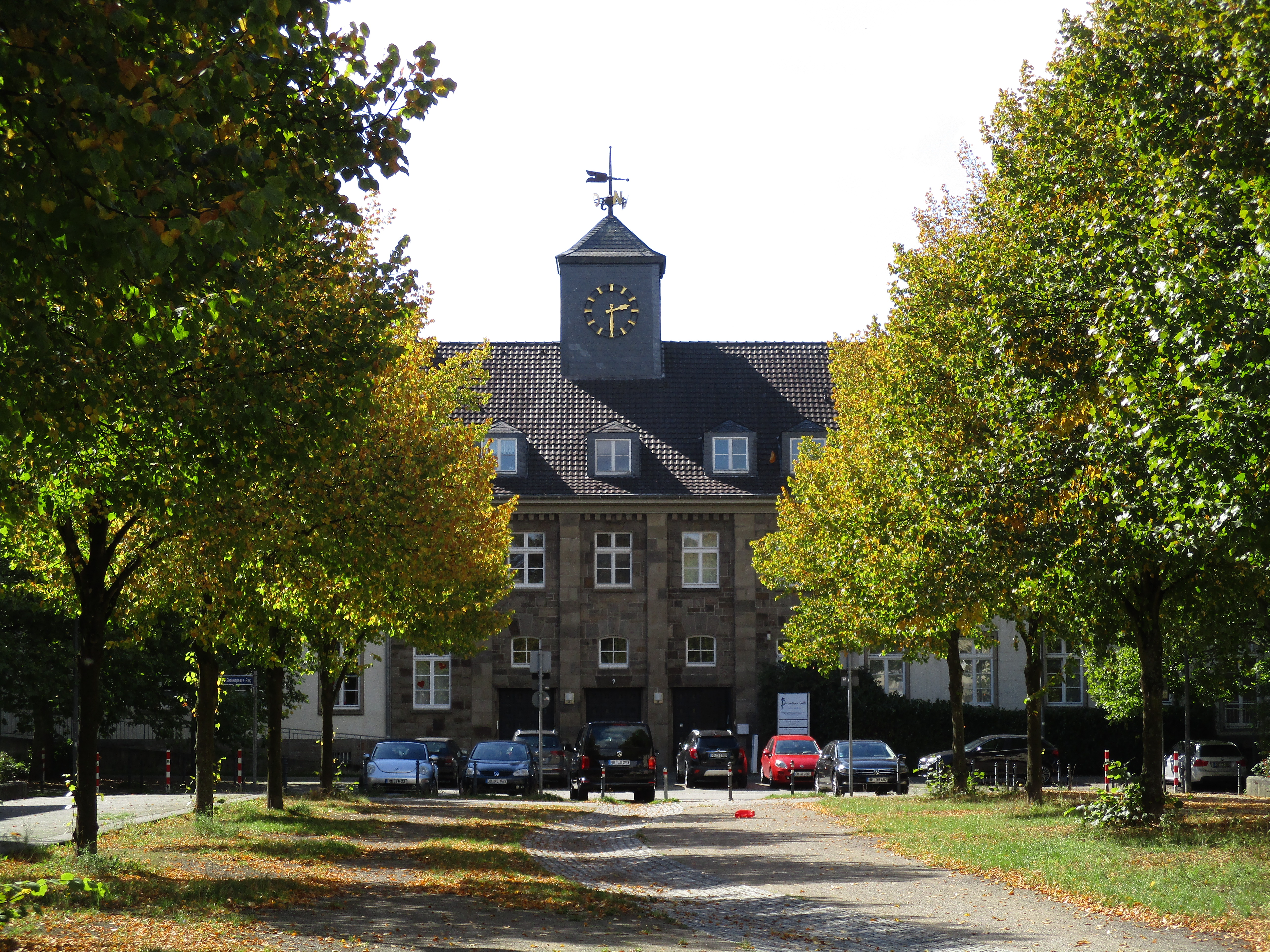
Im ehemaligen Offizierskasino befindet sich heute eine Privatklinik (Baudenkmal)

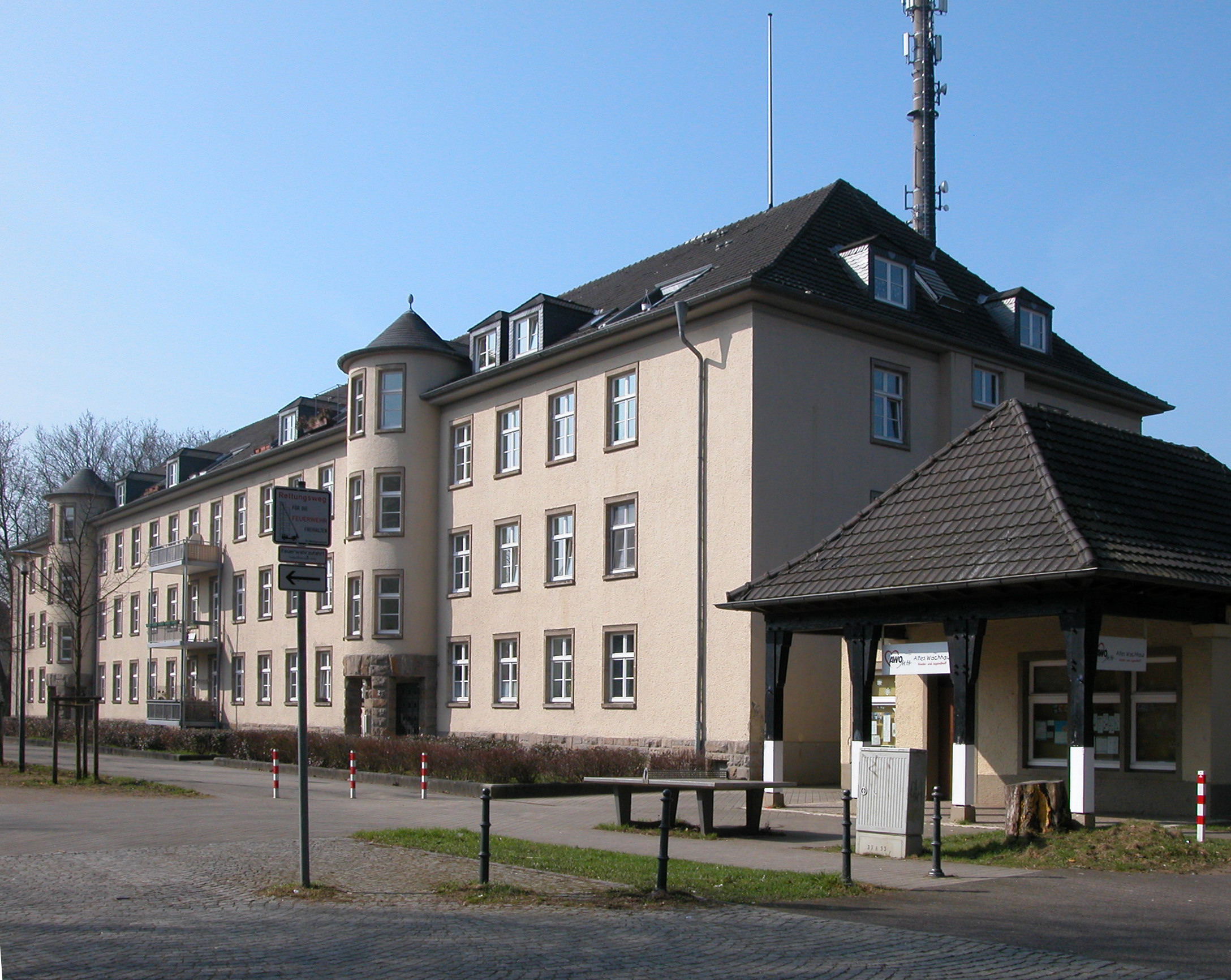
Altes Wachhaus und Mannschaftsgebäude als Wohnraum und Freizeitstätte (Baudenkmal)

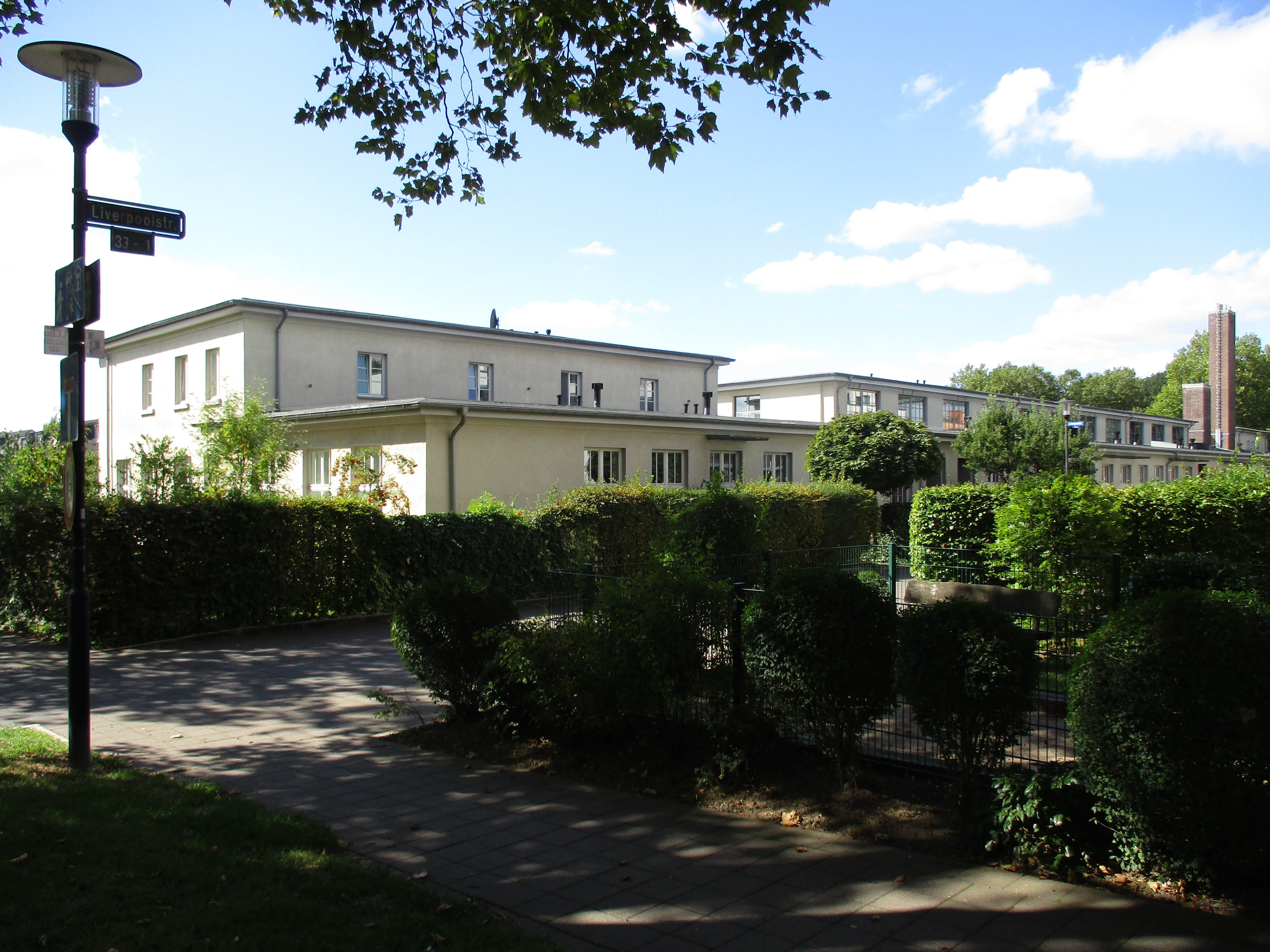
Zu Wohnungen und Atelier-Lofts umgebaute KFZ-Halle (Baudenkmal)

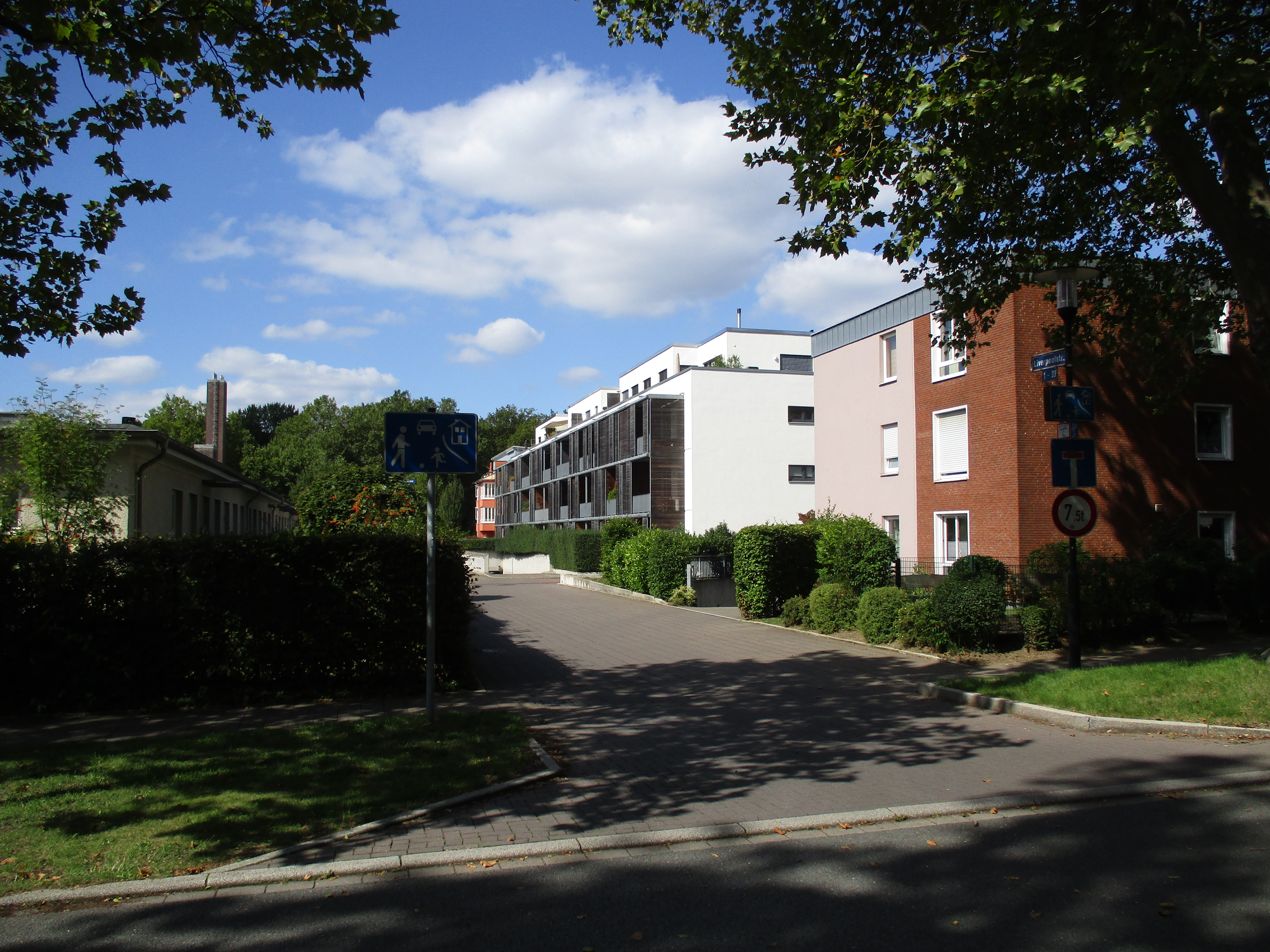
Alternatives Wohnprojekt für Senioren an der Liverpoolstraße

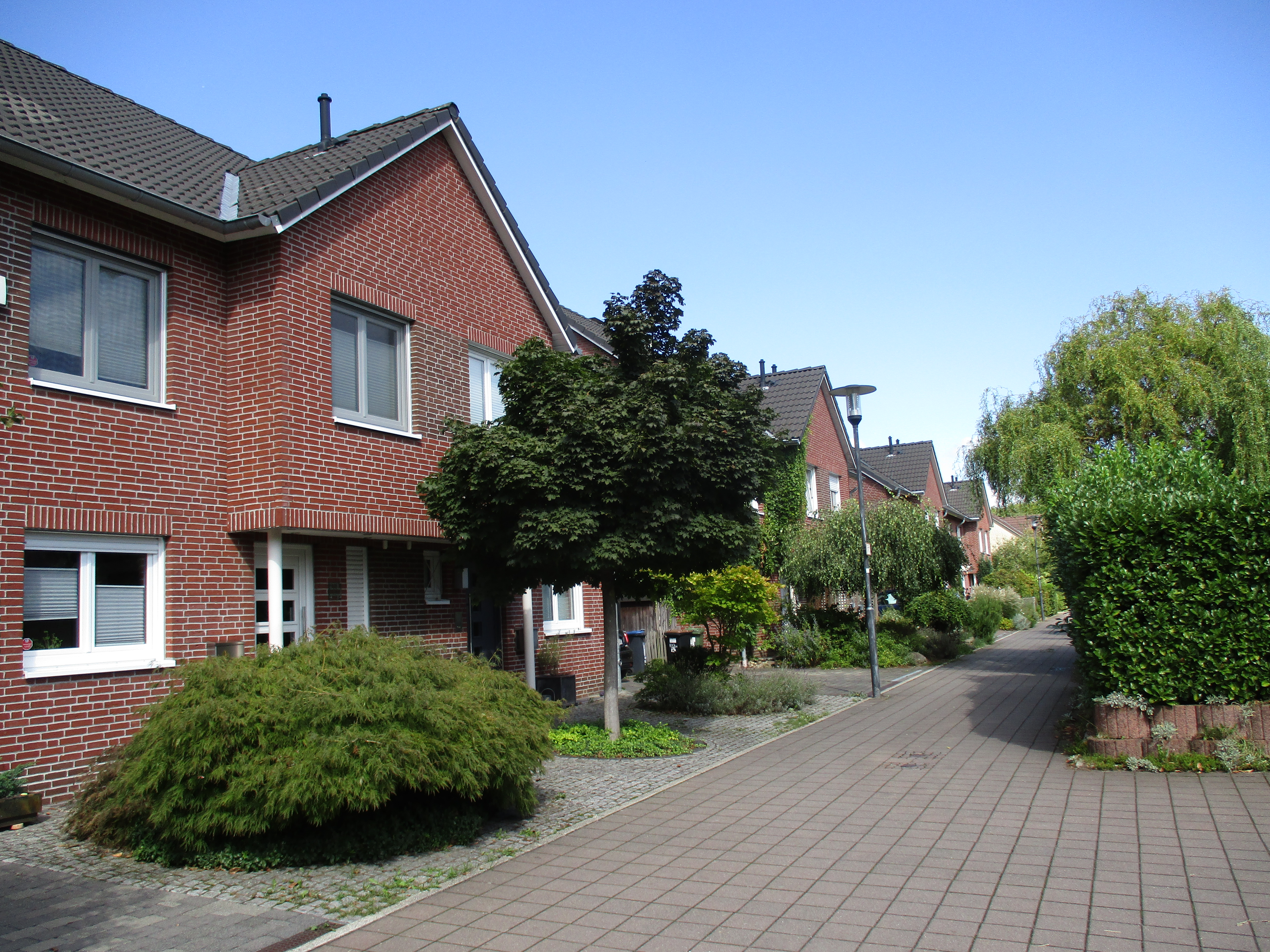
Reihenhäuser an der Westminsterstraße

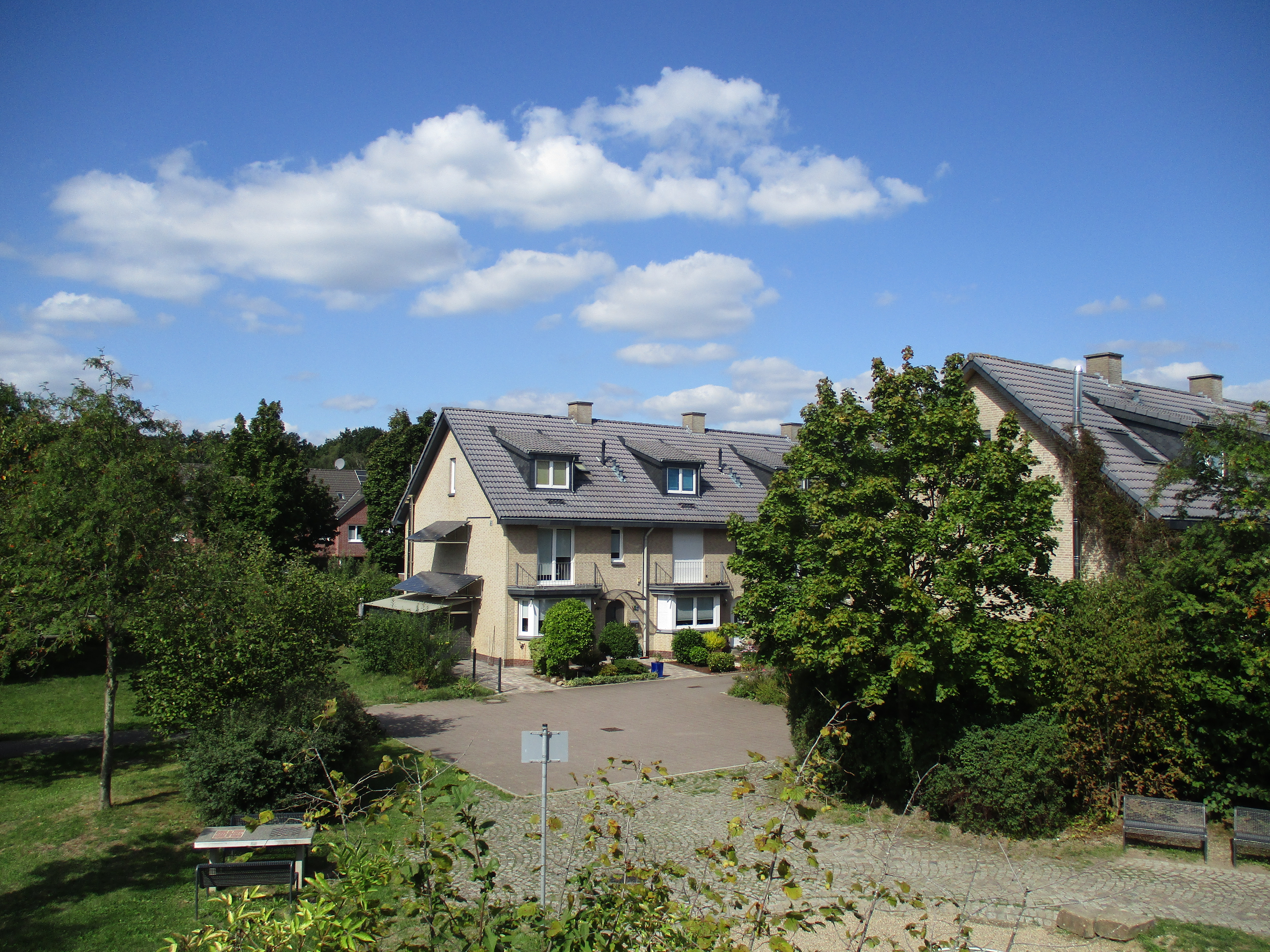
Reihenhäuser am Spielplatz

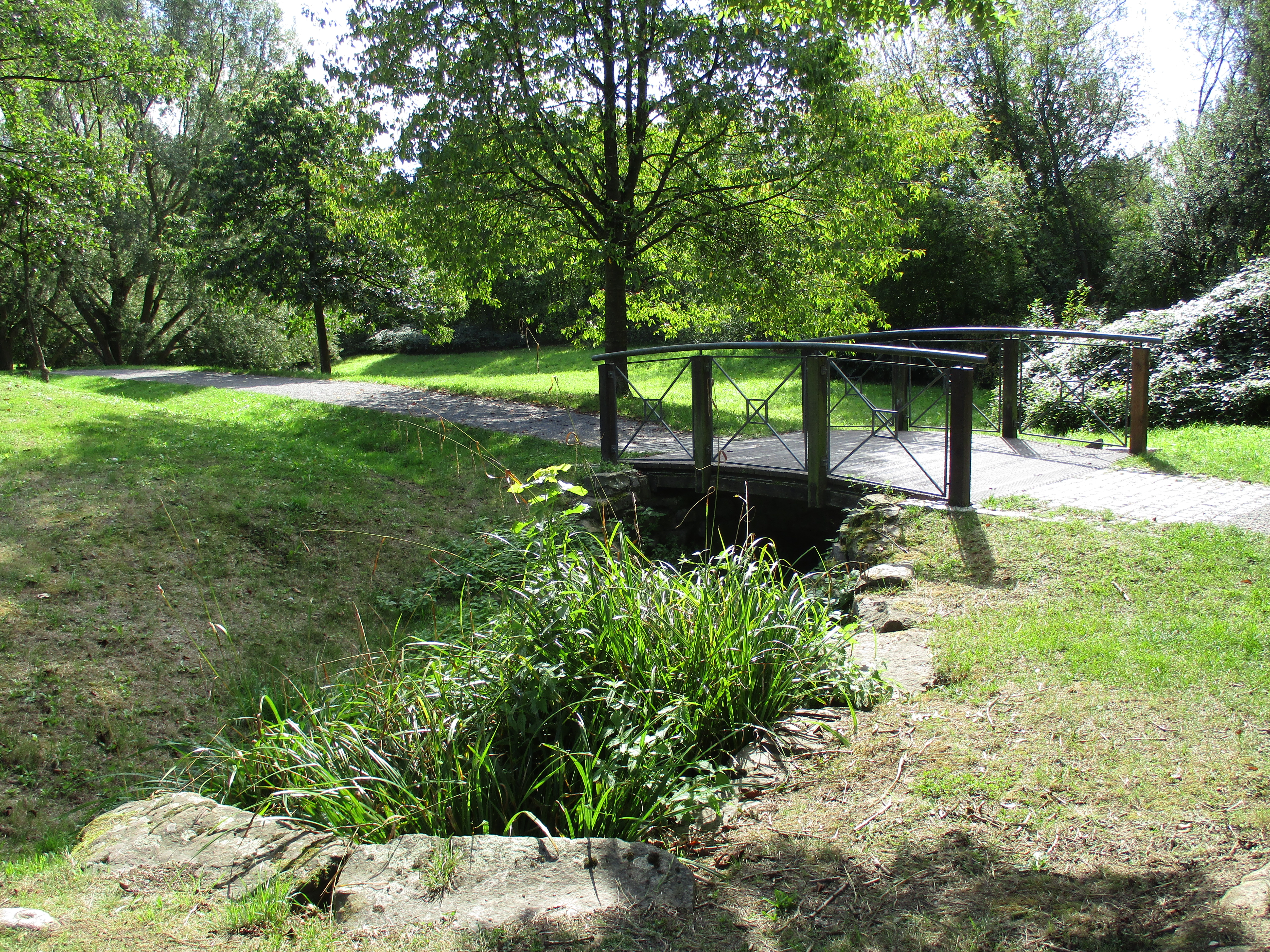
Parklandschaft zwischen Wohnpark und Naherholungsgebiet Witthausbusch

Der Wohnpark Witthausbusch ist eine Wohnsiedlung auf dem Gelände der Wrexham Barracks, einer ehemaligen Kaserne der britischen Rheinarmee in Mülheim an der Ruhr. Er liegt zwischen dem Naherholungsgebiet Witthausbusch und dem Hauptfriedhof. Nach Abzug der Truppen im am 30. Juni 1994 wurde die Kaserne von der Landesentwicklungsgesellschaft Nordrhein-Westfalen treuhänderisch übernommen und ab 1996 zu einem modernen Wohnstandort ausgebaut.
Nicht nur die Straßennamen William-Shakespeare-Ring, Oxforder Straße, Liverpoolstraße und Westminsterstraße, sondern auch die Bebauung und Gestaltung der Siedlung erinnern an einen britischen Vorort. Die Struktur des Kasernengeländes, die aus den 1930er Jahren stammenden Wehrmachtsgebäude, sowie die Kfz-Werkstatt blieb bei der Umgestaltung erhalten und wurden in das Bauprojekt integriert. Sie stehen heute unter Denkmalschutz.
2010 wurde der Wohnpark Witthausbusch Teil der Route der Wohnkultur.

## Geschichte

### Pionierkaserne am Steinknappen
Die Kaserne am Steinknappen in Holthausen wurde bereits Ende der 1930er Jahre errichtet und 1939 der Wehrmacht für das 1. Pionier-Bataillon übergeben. Sie war eine Nebenstelle der Infanterie-Kaserne in der Innenstadt bei den Sportstätten an der Kämpchenstraße. Da sich die Bauarbeiten bis 1942 hinzogen, scheint das Pionier-Bataillon dort nie stationiert worden zu sein. Stattdessen wurden dort während des Zweiten Weltkrieges die Zwangsarbeiter der Firma Krupp in Essen untergebracht.

### Wrexham Barracks
1945 beschlagnahmten die britischen Besatzer die Kaserne und nennen sie „Wrexham Barracks“. Benannt wurde sie nach der nordwalisischen Kleinstadt Wrexham, da die erste Infanterie-Einheit, die in die Kaserne einzog aus der Region in Wales stammte. Entscheidend für die Wahl des Militärstandortes war für die Briten, dass die Gebäude damals noch neu waren und zweckmäßig für die Unterbringung motorisierter Einheiten. Die Wrexham Barracks wurden fast immer für Transporteinheiten genutzt. Nur in den 1960er Jahren, zu Beginn der Entspannungspolitik und Abrüstungsverhandlungen, waren dort von 1962 bis 1970 Einheiten der Royal Malta Artillery stationiert.
Ab 1970 zog wieder eine Transporteinheit ein. Diese war für die ganze britische Rheinarmee zuständig. Um die dienstliche Zusammenarbeit mit der Bundeswehr und den Kontakt zu den Einheimischen zu verbessern, wurde im selben Jahr das Higher Education Centre eröffnet. Es bot Lehrgänge und Deutschkurse für die Soldaten der Rheinarmee an. Die Sprachkurse waren sehr beliebt, da viele britische Soldaten mit einer deutschen Ehefrau verheiratet waren. Aber auch zur Stadt Mülheim bestanden gute Kontakte. Der Anglo-German Club hatte zahlreiche deutsche Mitglieder. Im Laufe der Jahre wurde aus der Besatzungsmacht ein Bündnispartner.
Nach Ende des Kalten Krieges wurde die Rheinarmee 1994 aufgelöst und die Wrexham Barracks als Militärstandort aufgegeben. Nach Abzug der britischen Besatzer, wird die Kaserne von der Stadtverwaltung unter Denkmalschutz gestellt. Die Landesentwicklungsgesellschaft Nordrhein-Westfalen wird treuhänderischer Träger und Käufer des Kasernengeländes.

### Umbau der Kaserne zu einem Wohngebiet
Kurz nach dem Erwerb wurde ein Ideenwettbewerb für die zukünftige Nutzung des ehemaligen Kasernengeländes ausgeschrieben. Gewinner des Wettbewerbs war das Kölner Architekturbüro Schaller / Theodor Architekten. Die Planungen sahen einen familienfreundlichen und generationsübergreifenden Vorzeigestadtteil mit autofreien Spielstraßen und gut erreichbaren Geschäften in einer grünen, aber zentral gelegenen Lage vor. Ab 1996 beginnen die Sanierungsarbeiten und die ehemaligen Kasernenbauten werden zu Wohnungen und Gewerbeflächen umgebaut. Die Freiflächen auf dem südlichen Kasernenteil werden zu Baugrundstücken für Reihenhäuser.
Aus den ehemaligen Mannschaftsgebäuden an der Oxforder Straße entstanden öffentlich geförderte Wohnungen. In Absprache mit der Denkmalbehörde wurden sie mit Balkonen ergänzt und der ursprünglich nicht genutzte Spitzboden zusätzlich ausgebaut. Das Alte Wachhaus wandelte man in ein Café um. Heute ist dort ein Jugendfreizeitheim eingerichtet.
Das ehemalige Offizierscasino am William-Shakespeare-Ring wandelte man in ein multifunktionales Gebäude mit einem Café und Gewerbeflächen im Erdgeschoss und Wohnungen im Ober- und Dachgeschoss um. Bis auf die angebauten Balkone blieb die Naturstein- und Putzfassade des Gebäudes weitgehend erhalten. Mittlerweile befindet sich im Gebäude eine Privatklinik und ein Radiologisches Zentrum.
Die Kfz-Werkstätten entlang der Liverpoolstraße wurden im Rahmen der Denkmalschutzauflagen 1999 zu 22 großzügigen Wohn- und Atelier-Lofts mit einem Gemeinschaftsbereich umgebaut. Struktur und Gliederung des Gebäudes wurden respektiert. Die Fassaden blieben in ihrer Form weitgehend erhalten bzw. wurden in ihren ursprünglichen Zustand zurückversetzt. Die Wohneinheiten haben durch eine Kombination aus passiver Solarnutzung, der hochwärmegedämmten Dachhaut und eines Wärmedämmverbundsystems zu Niedrigenergiehäusern. Gegenüber der ehemaligen Kfz-Werkstätten, am Exerzierplatz, entstand 2010 ein alternatives Wohnprojekt für Senioren. Initiator war der bürgerschaftlich gegründete "Verein für gemeinschaftliches Wohnen und Leben im Alter e.V.
Südlich der ehemaligen Werkstätten schließt sich entlang der Westminsterstraße eine Reihenhaussiedlung an. Gelegentlich wird sie „Little Britain“ genannt, da dort auch heute noch viele Familien mit britischen Wurzeln wohnen. Das britische Vorstadtflair zieht sich nicht nur durch die Gestaltung der Vorgärten, sondern auch in die umgebende Parkanlage mit den Spiel- und Sportplätzen. Aufgrund der engen Spielstraßen und der Vornutzung als Militärgebiet gab und gibt es allerdings immer wieder Probleme mit der Müllentsorgung und den Altlasten.

## Sonstiges
1996 waren die ehemaligen Wrexham Barracks Kulisse für Helge Schneiders Film „Praxis Dr. Hasenbein“.
Am 12. Mai 2015 steht auf einer Verkehrsinsel William-Shakespeare-Ring / Ecke Westminsterstraße ein Ginkgo. Er erinnert an den 70. Jahrestag des Atombombenabwurfs auf Hiroschima. Der Baum wurde auf Anregung des Direktors des Mayors-for-Peace-Sekretariats, Shinichiro Murakami, gepflanzt. Er soll ein Zeichen für den Frieden und dem weltweiten Verbot von nuklearen Kriegswaffen setzen. Vor dem Ginko steht eine Gedenktafel.